# La ciudad de la noche
La ciudad de la noche (título original en inglés: City of Night) es una novela del escritor estadounidense John Rechy. Se publicó en 1963 en Nueva York por Grove Press, aunque varios fragmentos habían aparecido ya en revistas como Evergreen Review, Big Table, Nugget y The London Magazine. 
La ciudad de la noche es notable por su enfoque  de periodismo de investigación y su enérgica descripción de la prostitución masculina, así como por un estilo narrativo de monólogo interior. 

## Resumen de la trama
Un joven viaja por todo el país mientras trabaja como prostituto. El libro enfoca cada capítulo en un lugar específico en el que el joven visita y los personajes que conoce allí, desde la ciudad de Nueva York hasta Los Ángeles, San Francisco y Nueva Orleans. A lo largo de la novela, el narrador sin nombre tiene citas con varios personajes peculiares, incluido otro prostituto, un hombre mayor, un entusiasta de sadomasoquismo y un anciano postrado en la cama. Todas estas relaciones varían en la medida de su naturaleza emocional y sexual, así como en su particularidad. 
En el libro también se cuenta sobre los disturbios de Cooper Do-nuts, ocurridos en 1959 en Los Ángeles, cuando gays, lesbianas, transgeneristas y drag queens usualmente se reunían en una cafetería Cooper Do-nuts, pero resultaban acosados frecuentemente por la Policía de la ciudad de Los Ángeles, se enfrentaron a la policía luego de que arrestara a tres personas, incluido el propio Rechy. Los clientes comenzaron a arrojar a la policía rosquillas y tazas de café. La policía de Los Ángeles pidió apoyo y arrestó a varios manifestantes. Rechy y los otros dos detenidos originales lograron escapar.

## Recepción e influencias
El narrador comparte muchas características, incluyendo su origen étnico y edad relativa, con el autor de la novela en ese momento. El escritor utiliza métodos curiosos para lograr verosimilitud, por ejemplo, omitiendo los apóstrofes en las contracciones, para recrear el discurso de personajes que apenas saben leer y escribir. 
El pornógrafo profesional David Hurles escribió que «la historia de Rechy me liberó... su historia me habló de un mundo que sólo había deseado que realmente pudiera existir. El efecto fue visceral, sexy, aterrador e hizo que mi espíritu se elevara alto. En 1965 este libro me facilitó sentirme atraído por California».

## Curiosidades
- City of Night inspiró al director de cine Gus Van Sant para escribir el guion de My Own Private Idaho.[2]

- City of Night ocupó el puesto número 22 en una lista de las 100 mejores novelas gay y lésbicas compiladas por The Publishing Triangle en 1999.[3]

- City of Night es empleada por Jim Morrison, de The Doors, en la letra de su canción «LA Woman».

## Traducción al español
La ciudad de la noche se publicó en España en 2007, en la editorial Egales, con traducción del escritor Alejandro Palomas.